# Serpentine Dam, Western Australia
Serpentine Dam är en dammbyggnad i Australien. Den ligger i kommunen Serpentine-Jarrahdale och delstaten Western Australia, omkring 55 kilometer sydost om delstatshuvudstaden Perth. Serpentine Dam ligger 205 meter över havet. Den ligger vid sjön Serpentine Reservoir.
Runt Serpentine Dam är det glesbefolkat, med 12 invånare per kvadratkilometer.. Närmaste större samhälle är Serpentine, omkring 12 kilometer nordväst om Serpentine Dam.
I omgivningarna runt Serpentine Dam växer huvudsakligen savannskog. Genomsnittlig årsnederbörd är 951 millimeter. Den regnigaste månaden är september, med i genomsnitt 168 mm nederbörd, och den torraste är februari, med 12 mm nederbörd.